# Keisuke Tsukui
Keisuke Tsukui (japanisch 津久井 佳祐 Tsukui Keisuke; * 21. Mai 2004 in der Präfektur Saitama) ist ein japanischer Fußballspieler.

## Karriere
Keisuke Tsukui erlernte das Fußballspielen in der Schulmannschaft der Shohei High School. Seinen ersten Vertrag unterschrieb er am 1. Februar 2023 bei den Kashima Antlers. Der Verein aus Kashima spielte in der ersten Liga. In seiner ersten Saison kam er nicht zum Einsatz. Sein Erstligadebüt gab Keisuke Tsukui am 9. März 2024 (3. Spieltag) im Auswärtsspiel gegen den FC Machida Zelvia. Bei der 1:0-Niederlage stand der in der Startelf und wurde in der 69. Minute gegen Shintarō Nago ausgewechselt.